# Alvin Roth
Alvin E. Roth, född 18 december 1951 i New York, är en amerikansk nationalekonom. 2012 tilldelades han Sveriges Riksbanks pris i ekonomisk vetenskap till Alfred Nobels minne tillsammans med Lloyd Shapley med motiveringen "för teorin om stabila allokeringar och för utformning av marknadsinstitutioner i praktiken". Roth är verksam vid Harvard University i Cambridge, Massachusetts samt Harvard Business School i Boston, Massachusetts.
År 2014 utsågs han till hedersdoktor vid Ekonomihögskolan vid Lunds universitet.